# Jaworznik (województwo śląskie)

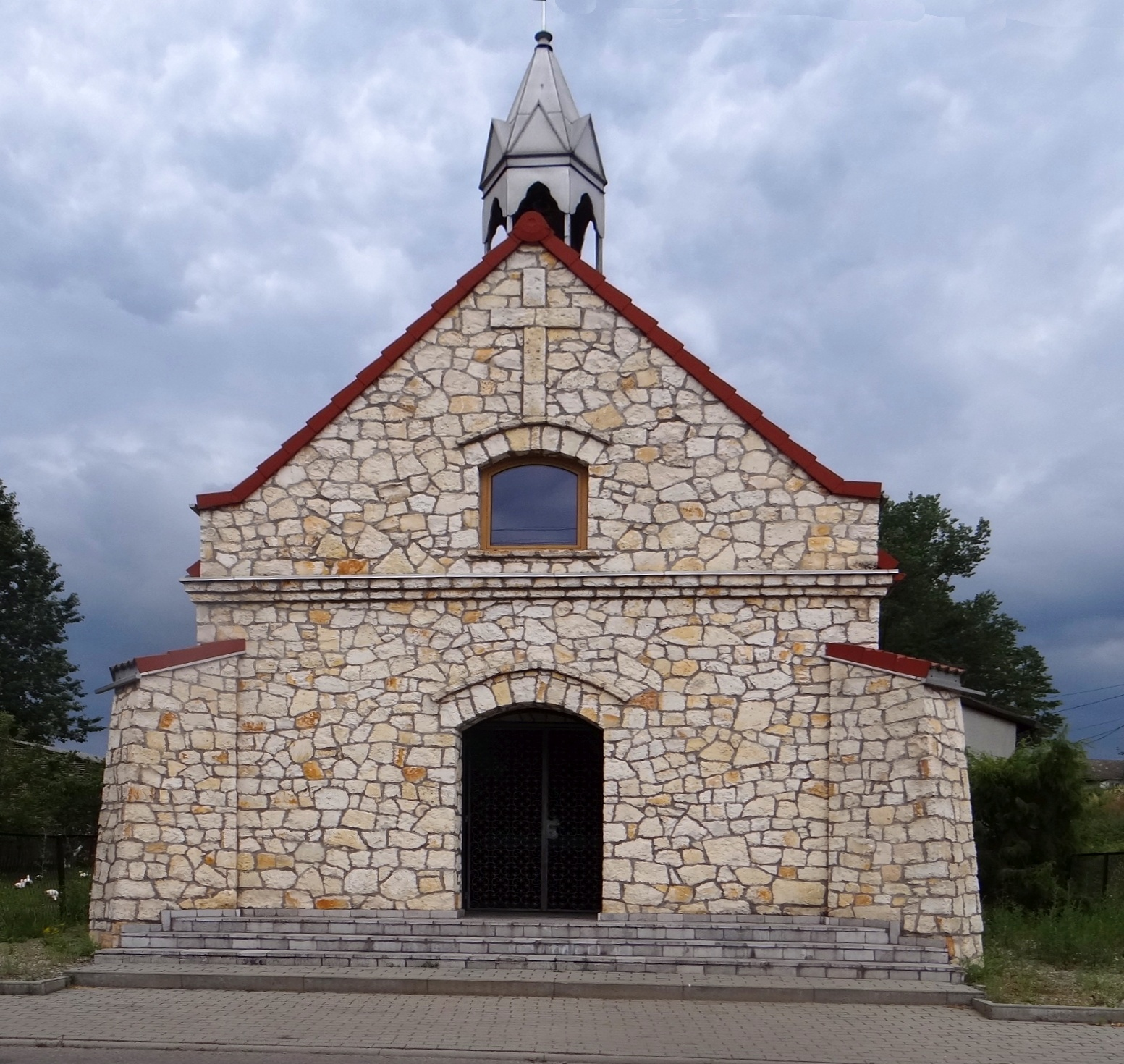
Kaplica

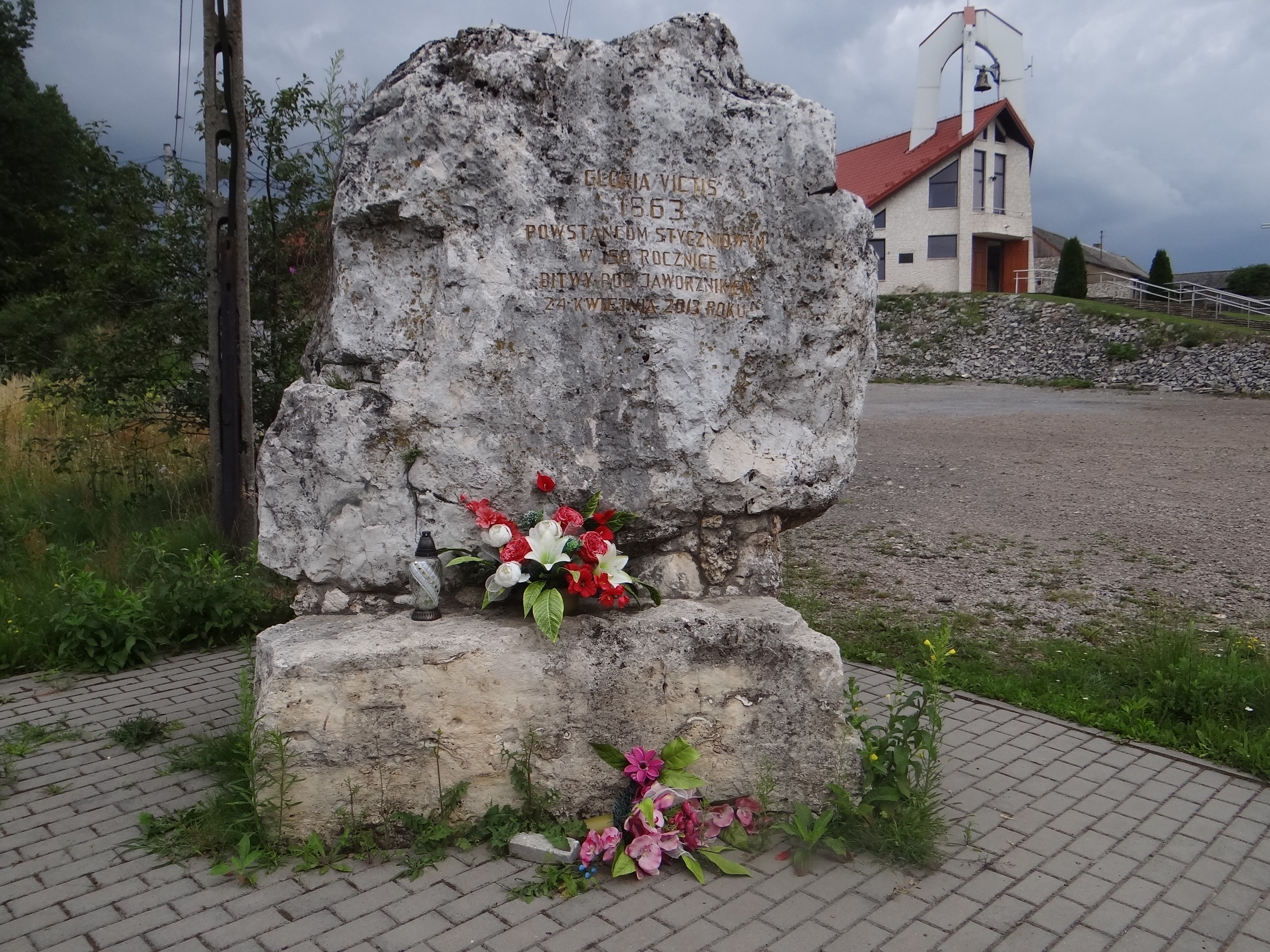
Kaplica

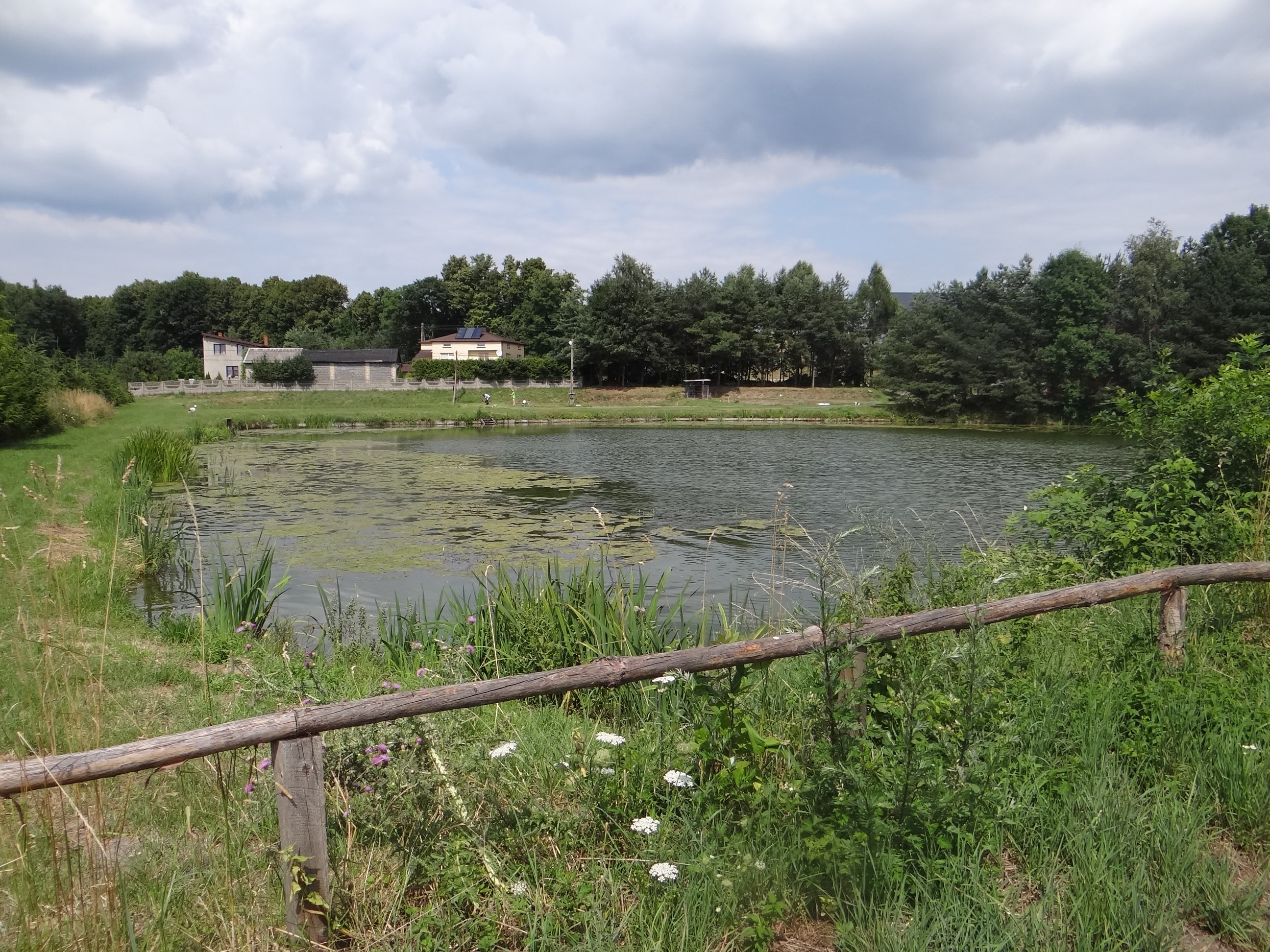
Stawy

Jaworznik – wieś w Polsce położona w województwie śląskim, w powiecie myszkowskim, w gminie Żarki.

## Historia
Najstarsza zachowana informacja źródłowa o miejscowości Jaworznik pochodzi z 1373 roku. Wówczas na liście świadków sygnujących dokument księcia opolskiego Władysława, zwanego Opolczykiem, wspomniany został ówczesny dziedzic wsi Prokop z Jaworznika. Co najmniej od początku XV wieku Jaworznik stanowił własność dwóch rodzin szlacheckich. Część wsi należała do dzieci ww. Prokopa, natomiast pozostały dział znajdował się w rękach rodziny Koziegłowskich herbu Lis. To właśnie przedstawicielowi tej rodziny, ówczesnemu kasztelanowi sądeckiemu Krystynowi II z Koziegłów udało się w roku 1424 wyjednać u króla Władysława Jagiełły nadanie prawa średzkiego dla posiadanych przez siebie dóbr, w skład których wchodził także Jaworznik. Przeniesienie wsi z prawa polskiego na średzkie wiązało się z utworzeniem instytucji sołtysa, który pełnił funkcję zarządcy dóbr, a także sędziego i przewodniczącego ławy wiejskiej.
W roku 1439 synowie ww. Krystyna dokonali podziału dóbr po swym zmarłym ojcu, w wyniku którego Jaworznik stanowiący wtedy część tzw. klucza mirowskiego, czyli dóbr skupionych wokół zamku w Mirowie, przeszedł na własność Krystyna III z Koziegłów. Rycerz ten jednak zdecydował się odsprzedać te dobra swojemu szwagrowi kasztelanowi rozpierskiemu Janowi Hińczy z Rogowa, co zostało ostatecznie sformalizowane w roku 1446. Od drugiej połowy XV wieku na terenie dzisiejszej miejscowości istniały dwie odrębne wioski: Jaworznik Mały i Jaworznik Wielki (Jaworznik Parva et Jaworznik Magna). W roku 1463 Prokop z Jaworznika (prawdopodobnie wnuk Prokopa wspomnianego w 1373 roku) odstąpił swą część w Jaworzniku, Andrzejowi Trestce z Bobolic za 210 grzywien. Następnie w 1467 roku Trestka odsprzedał swój dział za 315 florenów węgierskich Janowi Hińczy z Rogowa, który w tym czasie pełnił urząd kasztelana sandomierskiego. Od tego też roku zarówno Jaworznik Mały jak i Wielki stanowiły w całości własność Rogowkich herbu Działosza. Po bezpotomnej śmierci Jana Hińczy z Rogowa, z pretensjami do dóbr mirowskich wystąpili jego sukcesorzy, czyli Jan i Jakub Kobylańscy herbu Grzymała będący wnukami Małgorzaty z Rogowa, rodzonej siostry Jana Hińczy. Jednakże już w 1487 roku Kobylańscy scedowali swoje prawa do tych dóbr za karczmę z młynem wraz z 4 łanami w Jawiszowicach oraz 3000 grzywien, na rzecz swojego szwagra Piotra Myszkowskiego herbu Jastrzębiec. Jednakże Dorota wdowa po Janie Hińczy nie zaakceptowała owej umowy i zapisała te dobra (stanowiące jej oprawę), swemu bratu Janowi oraz bratankowi Krystynowi IV z Koziegłów. Spór o te dobra zaowocował dokonaniem najazdu Koziegłowskich na dobra mirowskie, w wyniku którego dokonano zniszczeń m.in. w Jaworzniku Wielkim. Ostatecznie spór o te dobra zakończył się w 1494 roku, kiedy Koziegłowscy zrzekli się praw do klucza mirowskiego na rzecz Piotra Myszkowskiego.
Jaworznik stanowił własność rodziny Myszkowskich co najmniej do roku 1620. Następnie dobra znajdujące się w kluczu żareckim, w tym także Jaworznik znalazły się w rękach Jana Korycińskiego z Pilicy herbu Topór. Syn Jana, kasztelan biecki Stanisław Koryciński przed 1651 rokiem odsprzedał dobra żareckie swojemu kuzynowi Wojciechowi Kazimierzowi Męcińskiemu herbu Poraj. Dobra żareckie były w posiadaniu rodziny Męcińskich, aż do lat 20. XIX wieku, kiedy majątek hrabiego Jana Męcińskiego został przejęty przez wierzycieli. Dobra te w 1832 roku przeszły ostatecznie w ręce przemysłowca Piotra Steinkellera (przez 3 lata formalnym właścicielem była jego teściowa Aleksandra z Charlemontów Anthonim), który wprowadził tutaj nowoczesne techniki uprawy oraz maszyny rolnicze, co ostatecznie poskutkowało zwiększeniem produkcji rolnej na tym obszarze. W roku 1835 Steinkeller wraz z chemikiem Robertem Philippem założyli spółkę, w efekcie czego w Jaworzniku wybudowana została fabryka likierów i wódek słodkich. Ostatecznie w jaworznickich zakładach produkowano likier, wódkę, ocet i jedno z najbardziej popularnych w Królestwie Polskim piw. Działała tu także cegielnia z szacowaną produkcją wynoszącą 5 tysięcy srebrnych rubli rocznie. Początkowo dobrze prosperujące dobra żareckie, w latach 40. zaczęły popadać w długi. Spowodowane to było klęskami nieurodzaju oraz problemami finansowymi właściciela. Dodatkowo w lecie 1851 roku ulewny deszcz, grad oraz trąba powietrzna zniszczyły większość upraw oraz poważnie uszkodziły wiele zabudowań gospodarczych. Zniszczenie dóbr żareckich, a także kłopoty finansowe doprowadziły 20 czerwca 1853 roku do przejęcia wszystkich dóbr Steinkellera przez skarb państwa. W roku 1857 dobra żareckie wraz z Jaworznikiem zostały sprzedane spółce będącej własnością: Karola Ordęgi, Stanisława Lessera i Karola Osterloffa. Od 1870 roku samodzielnym właścicielem dóbr jaworznickich stał się Ordęga.
Jaworznik zapisał się szczególnie na kartach historii w okresie powstania styczniowego. W dniu 24 kwietnia 1863 roku pod Jaworznikiem doszło do bitwy pomiędzy oddziałem powstańczym kapitana Anastazego Mossakowskiego (zdezerterował, a faktyczne dowództwo nad oddziałem przejął major Stanisław Wierzbiński) w liczbie około 250 ludzi, a dwiema rosyjskimi rotami dowodzonymi przez pułkownika Alenicza. Powstańcy przegrali tę bitwę, jednakże udało im się wyjść z rosyjskiego okrążenia i wycofać za austriacką granicę. Mimo trzykrotnej przewagi wroga udało się zadać Moskalom poważne straty. Szacuje się, że oddziały armii carskiej straciły w bitwie 62 ludzi, przy liczbie 30 osób zabitych i rannych po stronie powstańczej. Ostatecznie powstanie styczniowe wygasło w grudniu 1864, a jego jedynym pozytywnym skutkiem było ogłoszenie przez rząd carskiej Rosji w dniu 2 marca 1864 roku uwłaszczenia chłopów na całym terytorium Królestwa Polskiego. W tym też roku dobra żareckie przestały funkcjonować jako odrębna jednostka administracyjno – gospodarcza.
Miejscowości nie ominęły także działania wojenne prowadzone podczas trwania I wojny światowej. Podczas konfliktu między Rosją a państwami centralnymi doszło na tym terenie do kilkutygodniowych starć między wrogimi armiami. Front na Jurze zatrzymał się na okres listopada i grudnia 1914 roku przynosząc wiele materialnych szkód miejscowej ludności. Straty poniosły także walczące armie, których głównych terenem walk w Jaworzniku był obszar leżący między wsią a Kotowicami. Do lat 30. XX wieku na terenie miejscowości znajdował się cmentarz wojenny, na którym pochowano 196 poległych żołnierzy armii austriackiej i 17 armii rosyjskiej. W wyniku przeprowadzonej przez władzę II RP akcji komasacyjnej ciała te w większości zostały przeniesione na zbiorowy cmentarz w Kotowicach
31 października 1943 roku na terenie Jaworznika Niemcy przeprowadzili częściową pacyfikacje wsi, w wyniku której śmierć poniosło 22 mieszkańców w wieku od 15 do 55 lat. Do egzekucji doszło przy budynku szkoły, a ciała ofiar zostały zakopane pod ogrodzeniem folwarku należącego do Kazimierza Zdebicha, który był jedną z ofiar tej zbrodni. Po zakończeniu działań wojennych przeprowadzono ekshumację ofiar zakończoną przeniesieniem zwłok na cmentarz parafialny w Żarkach.
W miejscowości co najmniej od XV wieku rozwijało się młynarstwo wodne usytuowane na nieistniejącej już dzisiaj rzece Jaworzance, której źródła znajdowały się przy dzisiejszej ulicy Źródlanej. Na przełomie XVIII i XIX wieku we wsi istniały dwa młyny zwane Stypa i Masłoń, których zarządcami byli młynarze o takich właśnie nazwiskach. Podobną chronologie ma tutaj tradycja karczmarstwa, gdyż pierwsze wzmianki o karczmie w Jaworzniku także pochodzą z początku XV wieku. Karczmy w Jaworzniku (w niektórych okresach źródła poświadczają istnienie więcej niż jednej gospody) funkcjonowały aż do pierwszej połowy XX wieku, stanowiąc miejsce odpoczynku dla ludzi, którzy podróżowali biegnącą przez wieś drogą ze Śląska do Krakowa.
Początki szkolnictwa na terenie Jaworznika sięgają roku 1809 kiedy za rządów  pruskich została założona Szkoła Elementarna prowadzona przez nauczyciela Franciszka Jlińskiego. Duży wkład w powstanie szkoły miał ówczesny dziedzic hrabia Jan Męciński, który wydzierżawił na ten cel budynki, a także uposażał tutejszego nauczyciela. Szkoła ta jednakże została w późniejszych latach rozwiązana z powodu braku finansów oraz niskiego zainteresowania szkolnictwem tutejszej ludności. W Jaworzniku znajduje się budynek szkoły podstawowej, którego pierwsza część została wybudowana w latach 1936–1938. Istnieje tu także remiza wybudowana dla istniejącej od 1920 roku Ochotniczej Straży Pożarnej w Jaworzniku.
W latach 1954–1959 wieś należała i była siedzibą władz gromady Jaworznik, po jej zniesieniu w gromadzie Kotowice. W latach 1975–1998 miejscowość administracyjnie należała do województwa częstochowskiego.

## Ludzie związani z Jaworznikiem
- Bogusław Fornalczyk – polski kolarz szosowy
- Justyna Kaczkowska – polska kolarka torowa
- Michał Olszewski – polski działacz samorządowy, polityk